# ۴-آندروستن‌دی‌ال
۴-آندروستن‌دی‌ال (به انگلیسی: 4-Androstenediol) با فرمول شیمیایی C۱۹H۳۰O۲ یک ترکیب شیمیایی با شناسه پاب‌کم ۱۳۶۲۹۷ است. که جرم مولی آن ۲۹۰٫۴۴ g/mol می‌باشد. 